# 48bitový
V informačních technologiích označuje 48bitový čísla, paměťové adresy nebo datové jednotky, které jsou nejvýše 48 bitů dlouhé (6 oktetů). 48bitový procesor a ALU definují architekturu počítače, která je založena na stejně dlouhých registrech nebo stejně široké adresové nebo datové sběrnici.

## Terminologie
V českém jazyce se zápisem odlišuje slovní druh. Zápis bez mezery tak označuje přídavné jméno (viz název tohoto článku). Zápis s mezerou pak označuje číslovku (například 48 bitů).